# مارتین بردلی (بازیکن فوتبال)
مارتین بردلی (انگلیسی: Martin Bradley؛ 1886 – ۱۹۵۸ (۷۱−۷۲ سال)) بازیکن فوتبال اهل بریتانیا بود.
از باشگاه‌هایی که در آن بازی کرده‌است می‌توان به باشگاه فوتبال بریستول راورز، باشگاه فوتبال شفیلد ونزدی، و باشگاه فوتبال گریمزبی تاون اشاره کرد.